# Старый Замзор
Старый Замзор — посёлок в Нижнеудинском районе Иркутской области, входит в состав Замзорского муниципального образования.

## География
Посёлок находился на расстоянии 58 км к северо-западу от города Нижнеудинск, административного центра района.

## История
Посёлок был расположен на Большом сибирском тракте. Заселение шло как минимум с 1770-х годов.

## Население
| 2002 | 2010 | 2011 | 2012 |
| ---- | ---- | ---- | ---- |
| 8    | ↘0   | →0   | →0   |